# パース級駆逐艦
パース級駆逐艦（パースきゅうくちくかん、英語: Perth-class destroyers）は、オーストラリア海軍のミサイル駆逐艦の艦級。アメリカ海軍のチャールズ・F・アダムズ級ミサイル駆逐艦の準同型艦にあたる。ネームシップの合計コストは5,000万豪ドル。

## 来歴
1960年、オーストラリア海軍はミサイル駆逐艦の取得に向けて動き始めた。当時、同海軍ではイギリス海軍のデアリング級駆逐艦の同型艦3隻を取得したばかりだったことから、まずこれに艦対空ミサイルを搭載することが検討されたものの、適切なシステムが存在せず、断念された。次に、やはりイギリス海軍のカウンティ級駆逐艦をもとにした派生型が候補となり、3月には、主機を蒸気タービンのみとするとともに航空運用能力の強化などを図った試案が作成された。
その後、オーストラリア当局は、カウンティ級のシースラグよりも、むしろアメリカ合衆国のターターを採択することとした。6月以降、イギリス国防省艦船総局（Director General Ships, DGS）と共同で、デアリング級やカウンティ級をもとにした案や、完全新規設計案など、様々なターター搭載艦の試案が作成された。
しかし結局、オーストラリア当局は、単にターター・システムを導入するだけでなく、その搭載艦も、アメリカ海軍のチャールズ・F・アダムズ級ミサイル駆逐艦を範とすることにした。アダムズ級は、航空運用能力のようなオーストラリア当局が重視していた要素のいくつかには欠けていたものの、はるかに小さな艦型でターターの運用能力を獲得できることが重視されたものであった。これによって建造されたのが本級であり、まず1962年1月6日、2隻の建造契約が締結された。また1963年1月22日には、3番艦の建造も発表された。

## 設計
上記の経緯より、基本設計はアダムズ級と同様であり、強いシアをもつ平甲板船型も踏襲された。ただし対潜ミサイルがアスロックから自国産のアイカラに変更されたことに伴い、その弾庫を収容するため、煙突のあいだに幅広の甲板室が設けられており、その両舷に単装発射機が配された。ただしアイカラの運用停止に伴い、本級でも、1990年までに運用を終了した。
ターター・システムはアダムズ級後期型に準じた構成となった。ミサイル発射機は単装のMk.13 GMLSで、後部01甲板に設置された。艦対空ミサイルとしては、当初はターターが採用されていたが、1974年から1979年にかけての改修で、SM-1MRに更新された。またミサイル射撃指揮装置としてはMk.74 mod.8 GMFCSが搭載され、そのAN/SPG-51イルミネーター（誘導レーダー）は、第2煙突後部に2基が搭載された。また1974年から1979年にかけての改修の際に、アダムズ級の一部が後日装備したJPTDSに準じた戦術情報処理装置が搭載された。
艦砲は54口径127 mm単装速射砲（Mk.42 5インチ砲）、砲射撃指揮装置（GFCS）はMk.68と、いずれもアダムズ級と同構成である。1974年から1979年にかけての改修で、艦砲はmod.10仕様にアップデートされた。またその後、3番艦ではGFCSを完全デジタル式の新型機であるMk.86に更新する計画もあったが、こちらは実現しなかった。

## 同型艦

### 一覧表
| 艦番号 | 艦名                     | 造船所   | 起工            | 進水           | 就役            | 退役            |
| ------ | ------------------------ | -------- | --------------- | -------------- | --------------- | --------------- |
| D38    | パース HMAS Perth        | デフォー | 1962年 9月21日  | 1963年 6月28日 | 1965年 7月17日  | 1999年 10月15日 |
| D39    | ホバート HMAS Hobart     | デフォー | 1962年 10月26日 | 1964年 1月9日  | 1965年 12月18日 | 2000年 5月12日  |
| D41    | ブリスベン HMAS Brisbane | デフォー | 1965年 2月15日  | 1966年 5月5日  | 1967年 12月16日 | 2001年 10月19日 |

また1993年には、部品取り用として、「ゴールズボロー」が購入された。

### 運用史
本級はオーストラリア海軍の主力として長く運用されたものの、老朽化・陳腐化に伴って2001年までに運用を終了した。オーストラリア海軍には、パース級以外の艦隊防空ミサイル搭載艦として、アメリカ海軍のオリバー・ハザード・ペリー級ミサイルフリゲートをライセンス生産したアデレード級フリゲートがあったものの、同級は3次元レーダーを備えていなかったことから、本級の退役により、同海軍の艦隊防空能力に深刻な問題が生じることになった。後継艦の計画そのものは1990年代より開始されていたものの、財政・政治的な問題から遅れを生じ、2010年代のホバート級駆逐艦まで待つことになる。